# Maristany
Maristany este o arie protejată (arie de protecție specială avifaunistică — SPA) din Spania întinsă pe o suprafață de 43,35 ha, integral pe uscat.

## Localizare
Centrul sitului Maristany este situat la coordonatele 39°50′34″N 3°06′59″E / 39.8429°N 3.1165°E.

## Înființare
Situl Maristany a fost declarat arie de protecție specială avifaunistică în ianuarie 2019 pentru a proteja 1 specie de animale.

## Biodiversitate
Situată în ecoregiunea mediteraneană, aria protejată nu include niciun habitat protejat.
La baza desemnării sitului se află o specie protejată de  păsări: vultur pescar (Pandion haliaetus).